# Pentachlorophénol
Le pentachlorophénol (PCP) est une molécule de formule C6HOCl5. 
Il est délicat de maîtriser la combustion du bois traité avec des chlorophénols tels que le pentachlorophénol (PCP), qui produit en brûlant une grande diversité de dioxines. Un mélange de  pentachlorophénol et de 2,3,4,6-tétrachlorophénol aboutit à un herbicide courant, qui est aussi un insecticide. On peut craindre la formation de dioxines chaque fois que l’on brûle des composés organiques chlorés, sauf si la combustion est réalisée à une température supérieure à 1 200 °C. 
De plus une voie biogénique de production de dioxines semble possible, liée à la formation de PCDD/PCDF à partir de certains précurseurs chimiques dont le pentachlorophénol

## Utilisation
Il s'agit d'un fongicide qui a prouvé son efficacité pour le traitement du bois et le blanchiment de la pâte à papier (il atténue le noircissement provoqué par les champignons).
En raison de la nocivité du produit pour l'homme et l'environnement, les usages de ces composés sont sévèrement réglementés. En France, le décret du 27 juillet 1994 interdit la mise sur le marché de produits en contenant plus de 0,1 % ; toutefois, il existe des dérogations notamment :
- pour la préservation des bois destinés à certains usages (sont exclus les bois servant à la fabrication de meubles ou d'emballages alimentaires) ;
- pour l'imprégnation de fibres et textiles non destinés à l'habillement ou l'ameublement ;
- comme agent de synthèse ou de transformation dans des procédés industriels ;
- pour le traitement in situ des bâtiments d'intérêt historique et culturel (autorisé au cas par cas).

## Polluant
Bien qu'ayant été interdit ou restreint dans de nombreux pays et pour de nombreux usages dans le monde entier en raison de ses effets nocifs pour l'homme et l'environnement, c'est un polluant relativement persistant qui en raison de ses effets de perturbateurs endocriniens doit continuer à faire l'objet d'un certain suivi.
Selon une méta-analyse de 80 études conduites dans 21 pays et publiées de 1967 à 2010, dans l'air intérieur, les plans d'eau, les sédiments d'eau douce dans les pays occidentaux, les invertébrés et les vertébrés d'eau douce, le taux de PCP tend à diminuer au fil du temps (demi-vies allant de 2,0 ans à 11,1 ans selon les études et contextes). 

Cependant en Chine la pollution par le PCP a augmenté avec le temps dans les sédiments marins et dans les vertébrés et les eaux et sédiments de surface.
Le taux de PCP dans le sang humain et l'urine humaine tend globalement à diminuer depuis les années 1970 (avec une demi-vie dans la population de 3,6 ans et 5,7 ans respectivement). Dans le monde, les intervalles de ce qui est trouvé dans le sang et l'urine humains ont diminué respectivement à 1,1-6,3 μg/L (2002-2008) et 2,5-7 μg/L (1995-2003).

## Toxicocinétique
La pénétration dans l'organisme est à la fois respiratoire et percutanée (la voie cutanée serait prédominante).
La VME a été fixée à 0,5 mg·m-3.

## Toxicité pour l'homme
Les aérosols sont irritants pour les yeux, le nez et les voies aériennes supérieures.

Les solutions ont une action irritante sur la peau, elles peuvent provoquer des brûlures allant jusqu'à des phlyctènes.
Des cas d'intoxication grave pouvant aller jusqu'à une issue mortelle ont été observés :
- Apparition de céphalées, sueurs, hyperthermie, tachycardie, dyspnée ;
- Signes d'irritation des muqueuses, atteinte hépatique et rénale ;
- Dans les cas sévères, coma hyperthermique et convulsif avec cytolyse hépatique.

Enfin ce produit est aussi à faible dose un perturbateur endocrinien encore très présent dans certaines région du monde où il pourrait notamment affecter le système thyroïdien. 